# NGC 7817
NGC 7817 је спирална галаксија у сазвежђу Пегаз која се налази на NGC листи објеката дубоког неба.
Деклинација објекта је + 20° 45' 2" а ректасцензија 0h 3m 58,5s. Привидна величина (магнитуда) објекта NGC 7817 износи 11,8 а фотографска магнитуда 12,6. Налази се на удаљености од 27,231 милиона парсека од Сунца. NGC 7817 је још познат и под ознакама UGC 19, MCG 3-1-21, CGCG 456-28, KARA 4, IRAS 00014+2028, PGC 279.